# Koriander (Gattung)
Koriander (Coriandrum) ist eine Pflanzengattung innerhalb der Familie der Doldenblütler (Apiaceae). Der Echte Koriander (Coriandrum sativum) wird als Gewürzpflanze verwendet.

## Beschreibung

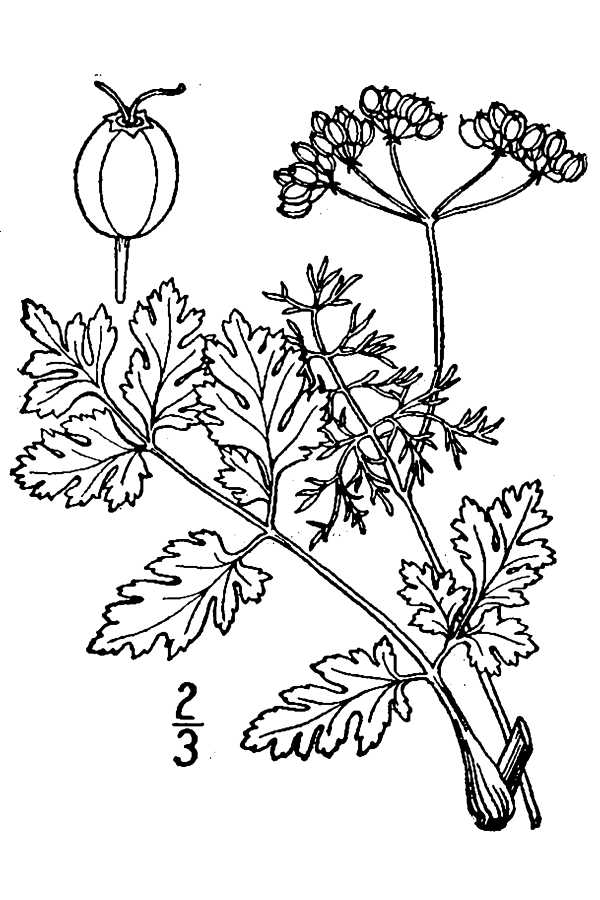
Illustration des Echten Koriander (Coriandrum sativum)

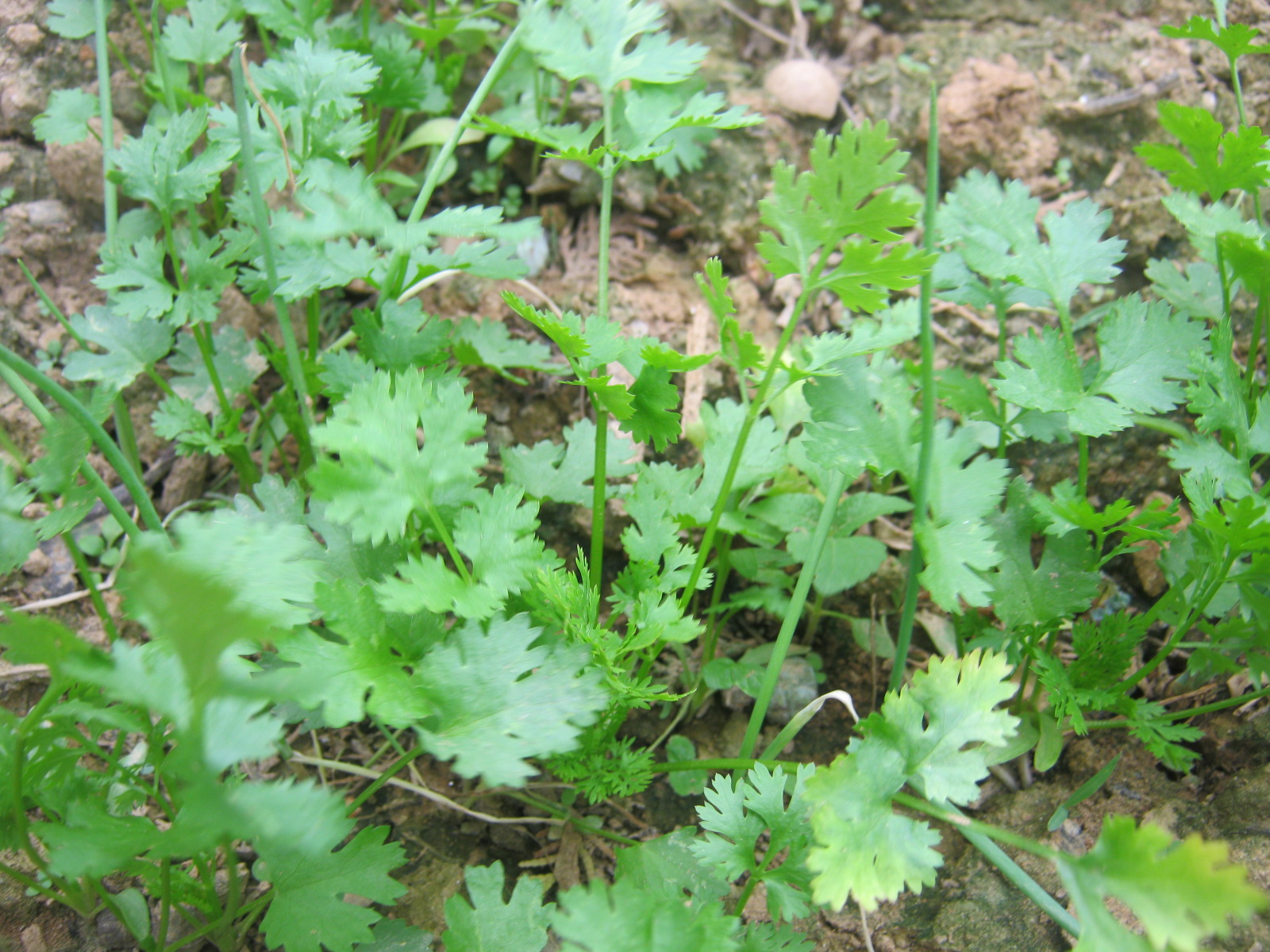
Jungpflanzen von Coriandrum sativum

### Vegetative Merkmale
Die Koriander-Arten sind ein- bis zweijährige krautige Pflanzen. Sie sind kahl und riechen frisch nach Wanzen. Die unteren Laubblätter sind gelappt und haben breit eiförmige Endabschnitte. Die oberen Blätter sind zwei- bis dreifach gefiedert mit schmal-linealischen Endabschnitten.

### Generative Merkmale
In einem doppeldoldigen Blütenstand befinden sich viele Blüten. Die Randblüten sind vergrößert. Die Hülle fehlt oder ist einblättrig. Die Hüllchen sind mehrblättrig. Die Blüten sind teils zwittrig, teils männlich. Der fünfzähnige Kelch ist bleibend, die beiden nach außen weisenden Kelchblätter sind auffällig größer. Die weiß oder rötlich Kronblätter sind verkehrt-herzförmig; das eingeschlagene Läppchen ist gestutzt oder ausgerandet. Der Fruchtknoten ist kahl.
Die Doppelachäne sind kugelig und hart. Die Teilfrüchte hängen fest zusammen und sind nur schwer zu trennen. Außen sind die Teilfrüchte glatt, Hauptrippen treten nur bei trockenen Früchten hervor. Die Ölstriemen sind zur Reifezeit verkümmert. Das Griffelpolster ist kegelförmig, der Griffel ist verlängert und zwei- bis dreimal so lang wie das Griffelpolster.

## Systematik und Verbreitung
Die Gattung Coriandrum wurde 1753 durch Carl von Linné in Species Plantarum, Tomus I, Seite 256 aufgestellt.
Die Gattung Coriandrum  gehört zur Tribus Coriandreae in der Unterfamilie Apioideae innerhalb der Familie Apiaceae.
Zur Gattung Coriandrum gehören je nach Autor zwei oder drei Arten:
- Echter Koriander (Coriandrum sativum L.): Das ursprüngliche Verbreitungsgebiet liegt in Westasien. Als Kulturpflanze ist er weltweit zu finden.[1]
- Coriandrum tordylioides Boiss.: Sie kommt nur in Syrien und im Libanon vor.[1]
- Coriandrum tordylium (Fenzl) Bornm.: Sie kommt in der Türkei, in Syrien und im Libanon vor.[1]